# Епархия Тимишоары
Епархия Тимишоары (лат. Dioecesis Timisoarensis, венг. Temesvári Római Katolikus Egyházmegye, рум. Dieceza Romano-Catolică de Timișoara) — католическая епархия латинского обряда с центром в городе Тимишоара, Румыния. Большинство прихожан — этнические венгры.

## История

Территория епархии на западе, выделена светло-жёлтым

Епархия Тимишоары (Темешвара по-венгерски) была основана 5 июня 1930 года. Одновременно архиепархия Бухареста получила статус митрополии и именно ей была подчинена образованная епархия. Епархия была создана из апостольской администратуры Тимишоары, созданной в 1923 году.

## Современное состояние
Епархия покрывает территорию румынского Баната. С 1996 года епархию возглавляет епископ Мартин Роос. Кафедральный собор епархии — Собор Святого Георгия. По данным на 2010 год епархия насчитывала 143 748 прихожан, 73 прихода и 87 священников.